# رقاح أسود الأذن
رقاح أسود الأذن أو آكل البذور أسود الأذن (الاسم العلمي Crithagra mennelli)، طائر من الرقاح وفصيلة الشرشوريات. مواطنه أنغولا، بوتسوانا، جمهورية الكونغو الديمقراطية، مالاوي، موزمبيق، ناميبيا، جنوب أفريقيا، تنزانيا، زامبيا، وزيمبابوي. موائله الطبيعية الغابات والسافانا الجافة الشبه الاستوائية أو المدارية. كان يُصنف سابقًا ضمن جنس النغر.

## وصلات خارجية
- Black-eared seedeater = Blackeared Canary - Species text in The Atlas of Southern African Birds.